# Јоанис Косос
Јоанис Косос (Ιωάννης Κόσσος) — грчки вајар, један од првих и најпознатијих вајара савремене Грчке, аутор многих споменика и скулптура у Атини, Патрасу и другим градовима.

## Биографија
Јоанис Косос родио се у породици дрворесца Петроса Кососа у Триполију (Τρίπολη), на Пелопонезу. Одмалена је помагао оцу у малом бродоградилишту на острву Порос, правећи дрвене скулптуре за крме бродова. Године 1847. уписује уметничку школу (Athens School of Arts) где учи вајарство под руководством немaчког скулптора класицисте Кристиана Зигела (Siegel). Добивши стипендију Министарства поморства 1849. се обрео у Риму где студира на академији Свети Лука (Accademia di San Luca). После завршених студија и двогодишњим боравком у Паризу и Лондону, вратио се у Атину 1855. године и основао сопствени студио, који је постао школа за неколико вајара следеће генерације. Док је још био студент, његов рад представљен је на изложбама на Националном техничком универзитету у Атини (1847, 1848). Учествовао је и на изложбама „Олимпија“ (1859, 1870, 1875), као и на међународним изложбама у Паризу (1855), Лондону (1862). На Светској изложби у Бечу (1873) награђена је његова алегоријска скулптура Грчке.
Коссосов ученик био је и вајар Георгиос Врутос (Γεώργιος Βρούτος).

## Тематика и стил
Бирао је алегоријске и митолошке теме и радио споменике и попрсја, посебно грчких револуционарних хероја, па се сматра националним вајарем. Инспирација су му била класичне грчке скулптуре и савремени неокласицистички радови, што је и очекивано после студија у Риму. У његовом опусу превлађују принципи неокласицизма: генерални приступ, идеализација фигуре; беле, глатке површине, очи без зеница, хармоничне пропорције појединих делова и јасне контуре.

## Одабрана дела
- 1860. биста кнеза Милоша Обреновића.
- 1864. статуа мецене Евангелоса Запаса.

Национална галерија у Атини:
- 1864. „Ноћ“
- 1867 биста италијанске глумице Аделаиде Ристори

Пропилеји Атинског универзитета:
- 1871. статуа Риге од Фере; први споменик после проглашења Атине за престоницу Грчке, откривен за 50годичњицу Грчке револуције.
- Статуа Адамантиоса Кораиса; Косос је урадио само макету, а статуу је довршио Георгиосом Врутос;
- 25 бисти хероја револуције 1821.

Национални парк у Атини: 
- 1866. биста швајцарског хеленисте а банкара Жана Габријела Ејнара.
- 1866. биста Јоаниса Каподистријаса.

Културни центар атинске општине:
- 1871. биста „Атина окруњена Акропољем“.

- 1874. биста Ђорђа I Грчког
- 1874. биста  Олге грчке краљице.

- Кнез Милош
- Ноћ
- Евангелос Запас
- Аделаида Ристори
- Адамантиос Кораис
- Јоанис Каподистријас